# Rue Courtois (Pantin)
Pour les articles homonymes, voir Rue Courtois.
La rue Courtois, est une voie de communication de la commune de Pantin.

## Situation et accès

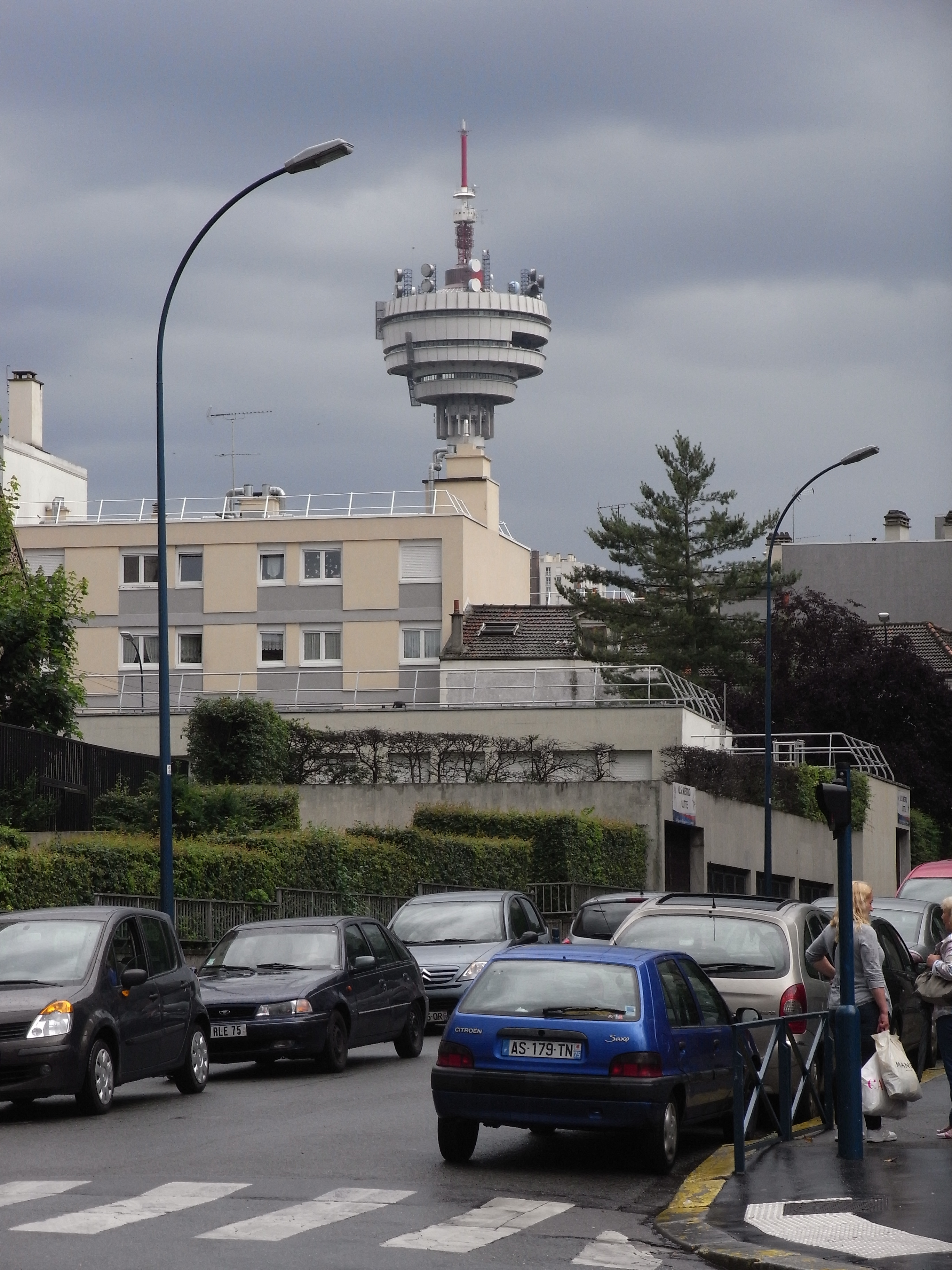
Vue de la Tour hertzienne TDF site Romainville, novembre 2012.

La rue Courtois, orientée du nord au sud, est desservie par la station de métro Église de Pantin, sur la ligne 5 du métro de Paris.

## Origine du nom

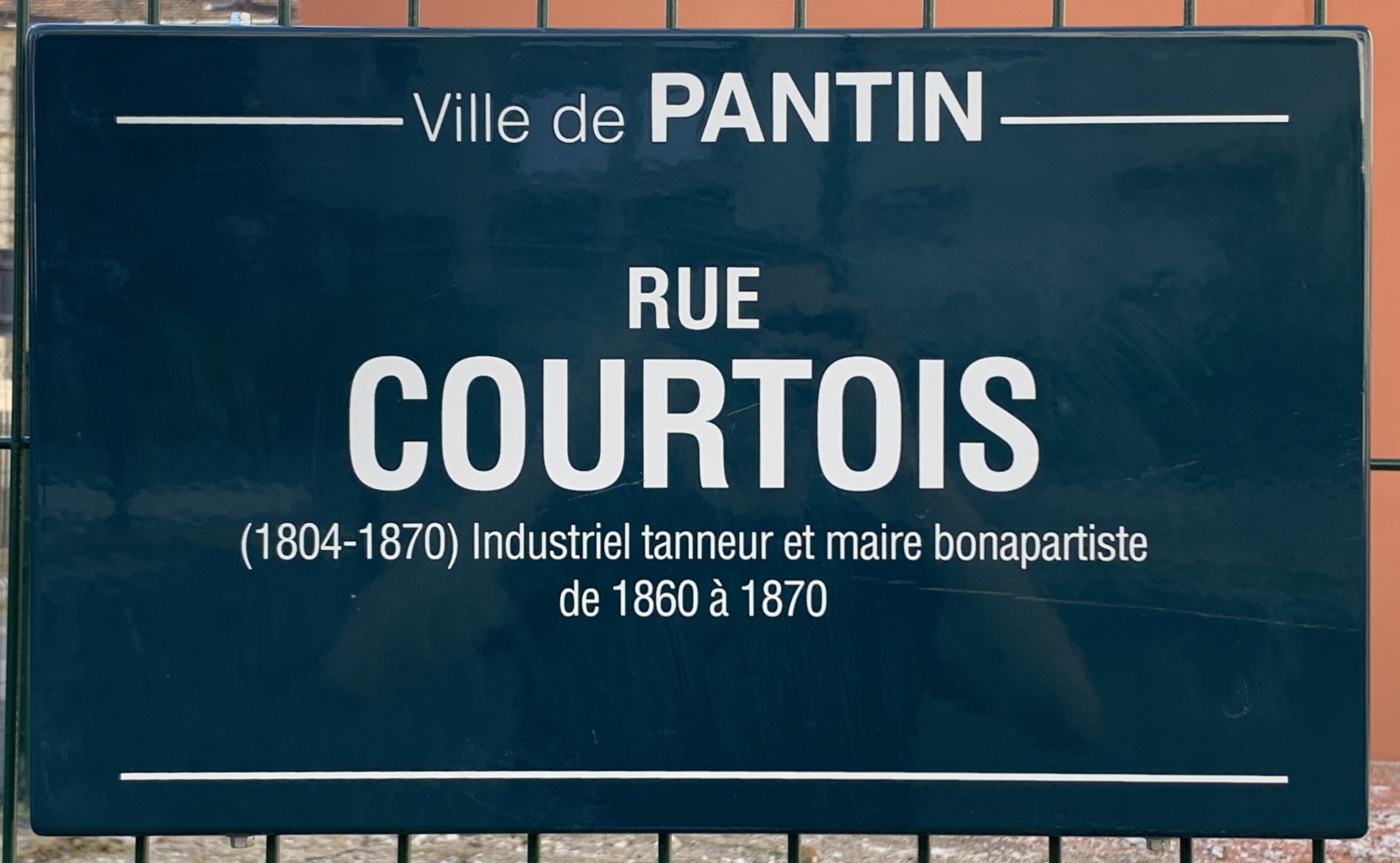
Plaque Rue Courtois, mars 2021.

Cette rue tient son nom de Charles Étienne Courtois, maire de la commune de 1859 à 1870.

## Historique

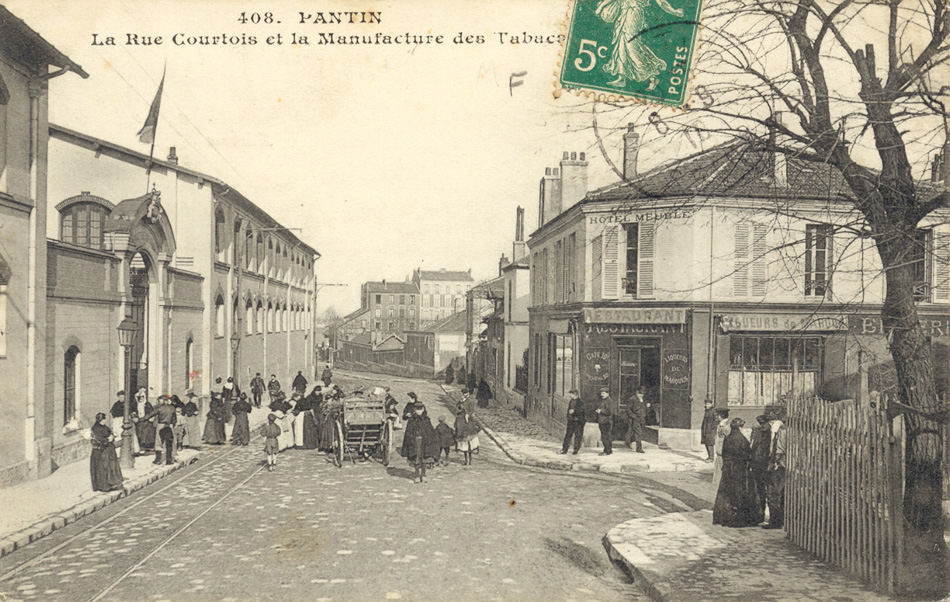
La rue Courtois et la manufacture des Tabacs vers 1900.

En 1893 y fut construit le terminus de la ligne de tramway no 21, Bobigny - Opera. Elle fut fermée en 1926.

## Bâtiments remarquables et lieux de mémoire
- Ancienne manufacture des Tabacs, créée en 1876[4] sur le site de l'ancienne tannerie Courtois. Elle fut en friche en 1974, puis fermée en 1982. Un projet de reconversion entrepris par l'architecte Paul Chemetov aboutit à la destruction quasi-complète du site[5]. Elle fut transformée en locaux d'activités tertiaires dans les années 2000[6].
- Au no 27, des logements sociaux construits par André Remondet en 1953[7].